# Liste der Baudenkmäler in Hendungen
Auf dieser Seite sind die Baudenkmäler in der unterfränkischen Gemeinde Hendungen zusammengestellt. Diese Tabelle ist eine Teilliste der Liste der Baudenkmäler in Bayern. Grundlage ist die Bayerische Denkmalliste, die auf Basis des Bayerischen Denkmalschutzgesetzes vom 1. Oktober 1973 erstmals erstellt wurde und seither durch das Bayerische Landesamt für Denkmalpflege geführt wird. Die folgenden Angaben ersetzen nicht die rechtsverbindliche Auskunft der Denkmalschutzbehörde.

## Ensembles

### Ortskern Hendungen

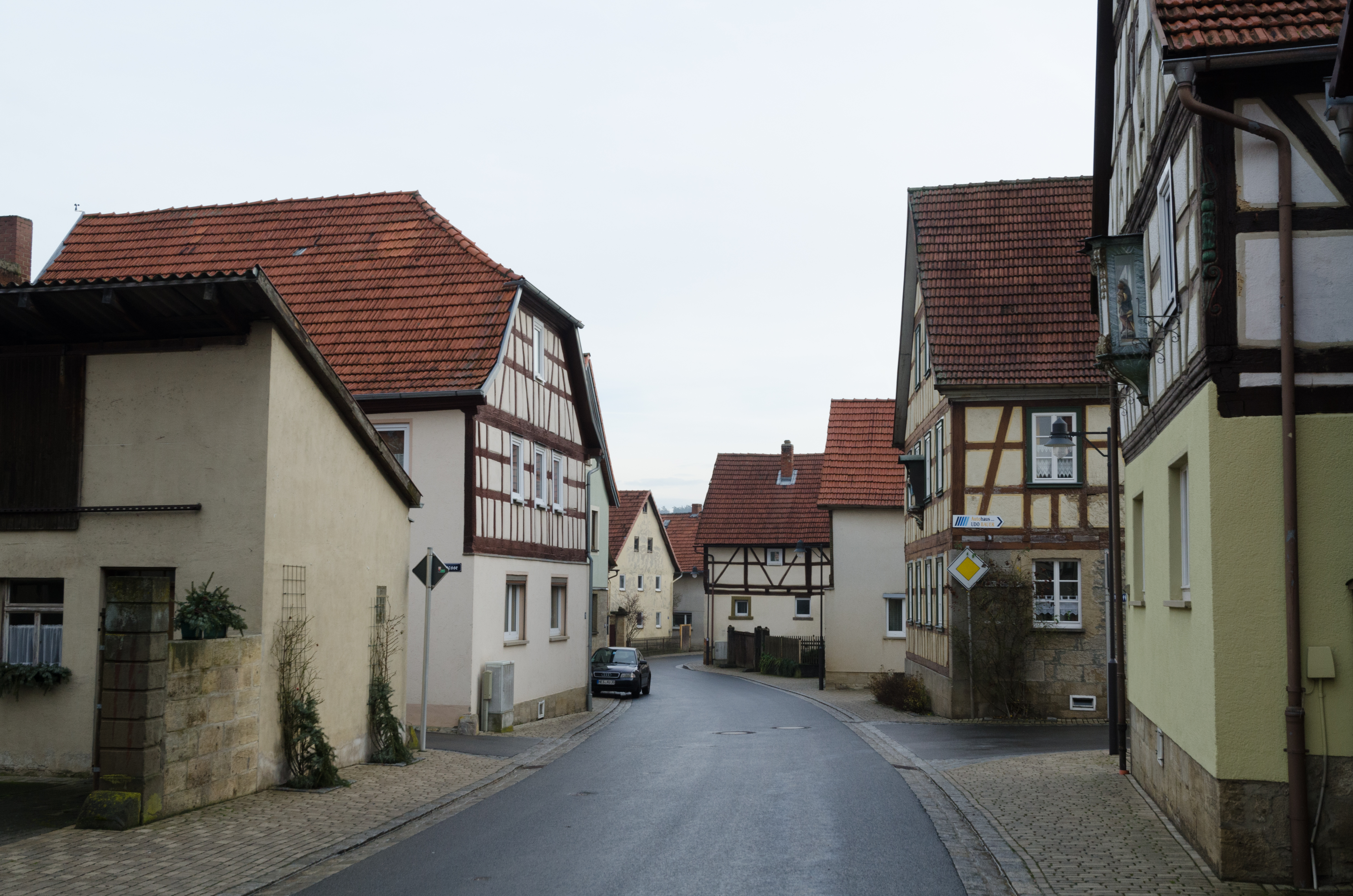
Ensemble Hauptstraße bei der Einmündung der Raiffeisengasse

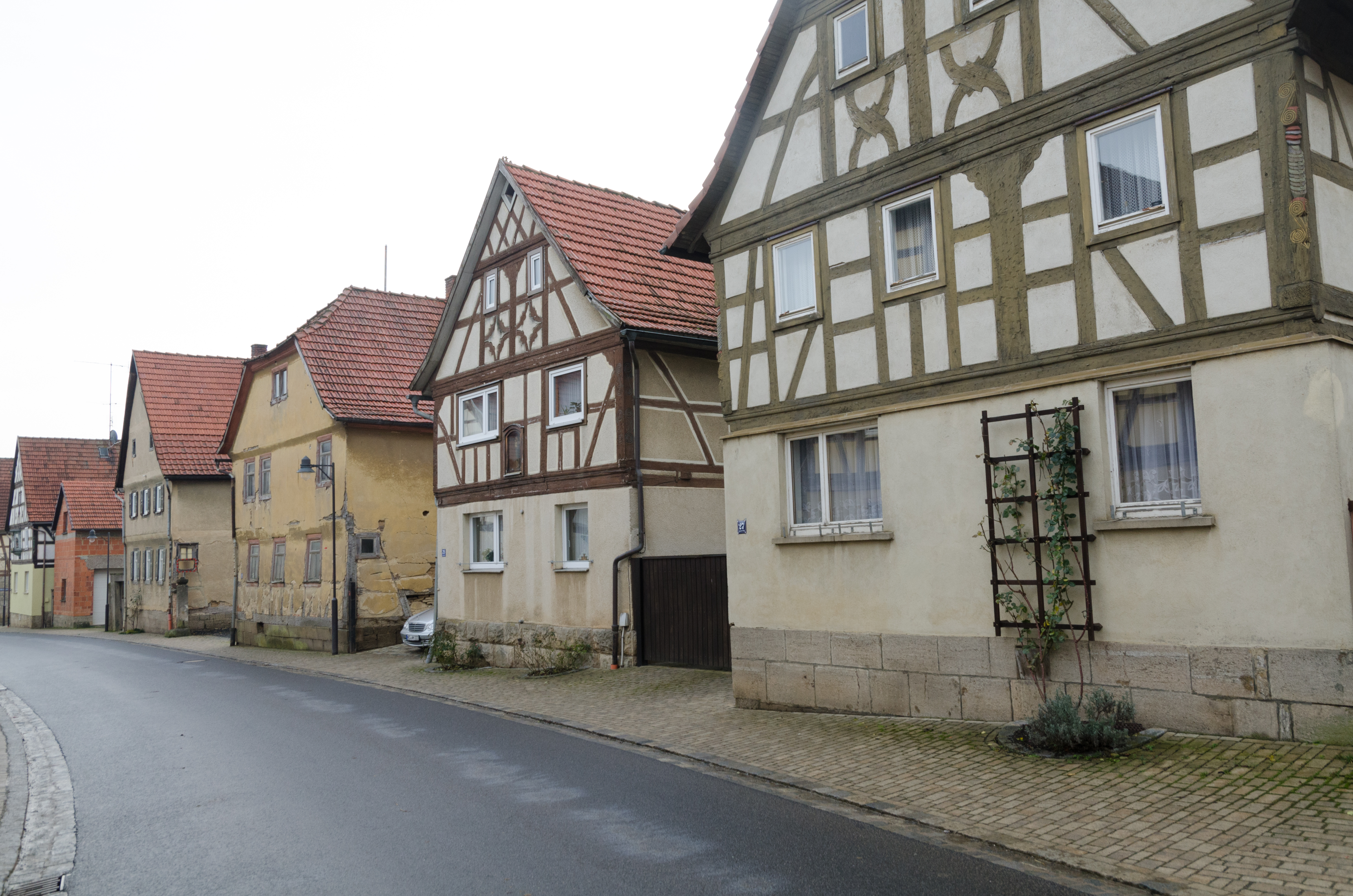
Ensemble Hauptstraße Nr. 19, 21, 23, 25, 27

Hendungen, das 800 erstmals als Hentingi erwähnte Dorf, fiel 1586 an Würzburg. Für 1620 ist die Dorfummauerung als lückenlos erwähnt, von der sich heute nur ein größeres Stück an der NW-Ecke erhalten hat, einschließlich von Turmstümpfen, und ein kurzes am alten Nordrand. Um 1800 werden 114 Häuser überliefert, was dem heute noch erkennbaren historischen Umgriff des Dorfes ungefähr entspricht. Die Reste der Dorfbefestigung und die sich hierauf beziehenden Flurbezeichnungen An der Dorfmauer, Am Dorfgraben, Am oberen Tor usw. lassen den alten Umgriff verfolgen, doch ist das Dorf in diesem Umfang nicht ungestört erhalten. Besonders an den nördlich von der Hauptstraße parallel abzweigenden Nebengassen haben zahlreiche Störungen um sich gegriffen, ebenso ist der südliche, an sich klarere Ortsrand durch Neubebauung nicht ursprünglich erhalten. Doch bilden an der mehrfach gekrümmt verlaufenden Hauptstraße aufgereihte zweigeschossige Bauernhäuser, weitgehend in Fachwerkbauweise des 18. und auch 19. Jahrhunderts errichtet, ein typisch fränkisches Dorfstraßenbild von geschlossener Wirkung. Eine gewisse Wohlhabenheit der Dorfbewohner kommt zum Ausdruck, was auch durch versteckte Details bestärkt wird, so enthält die Haus Nummer  80 in einer Obergeschoßstube eine kräftige Stuckdecke des späteren 18. Jahrhunderts. Umgrenzung:Am Kirchplatz 1-5, Hauptstraße 1-42, 44, Wirtsgasse 2. Aktennummer: E-6-73-130-1.

## Ortsbefestigung
Die spätmittelalterlichen Ummauerung wurde noch 1620 als lückenlos überliefert.  Nachmittelalterliche Reste sind im Verlauf westlich Hauptstraße 44 bis Finstere Gasse 13 mit Turmresten, nördlich Schmiedegasse 7 am Weg bis Rappershäuser Straße 11 erhalten. Aktennummer: D-6-73-130-1.

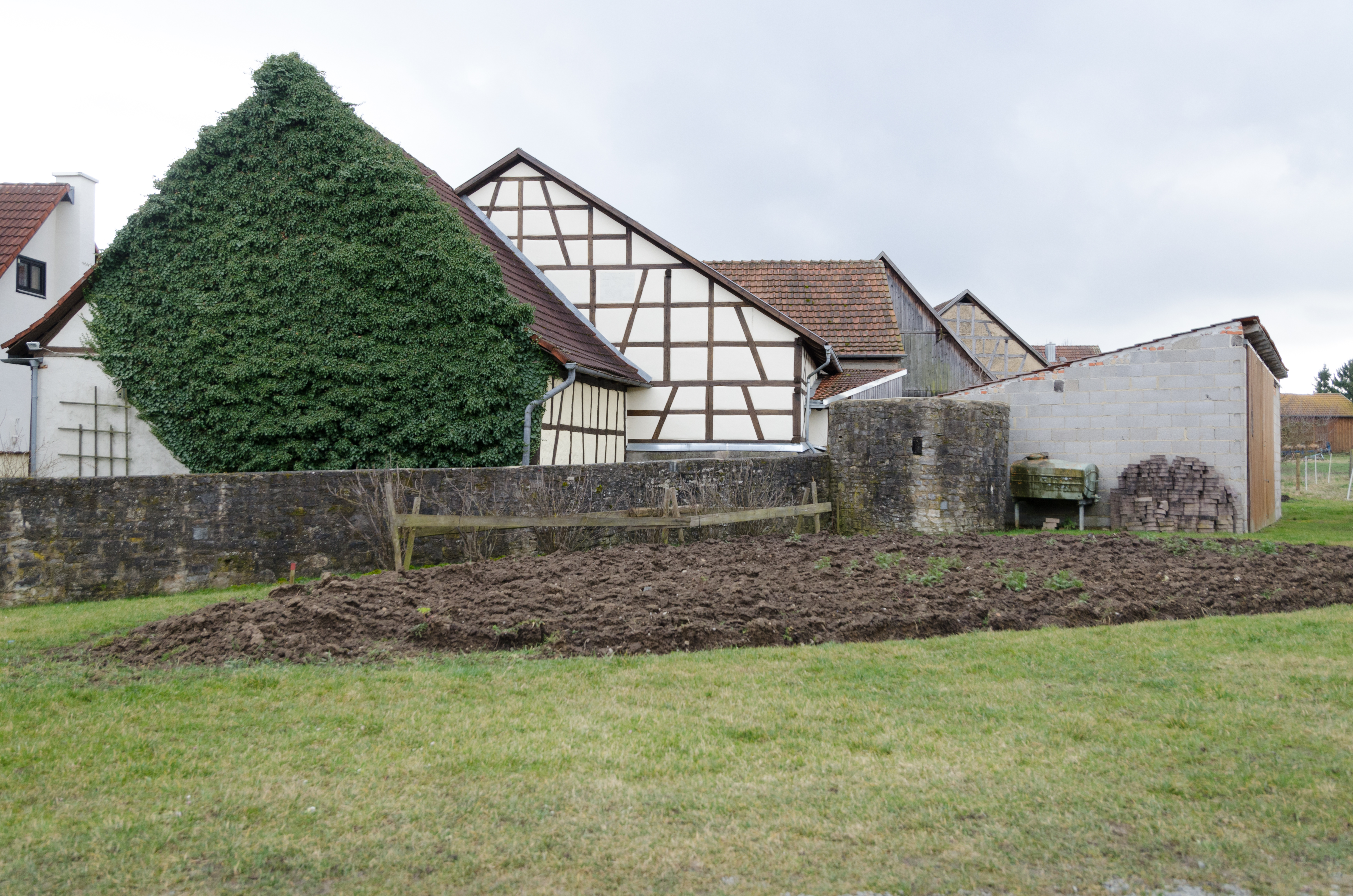
An der Dorfmauer, Mauerrest mit Turm
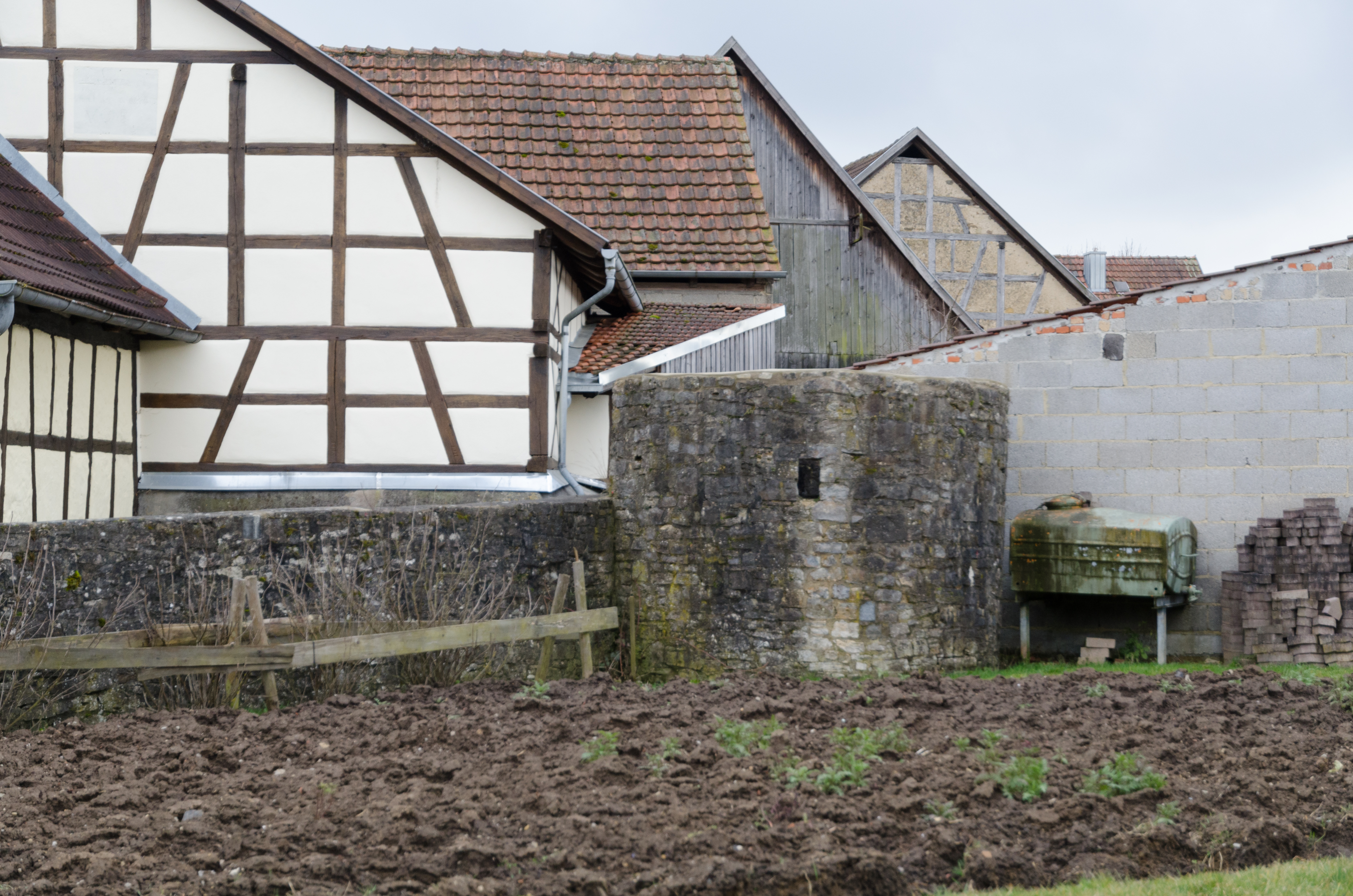
An der Dorfmauer, Turmrest
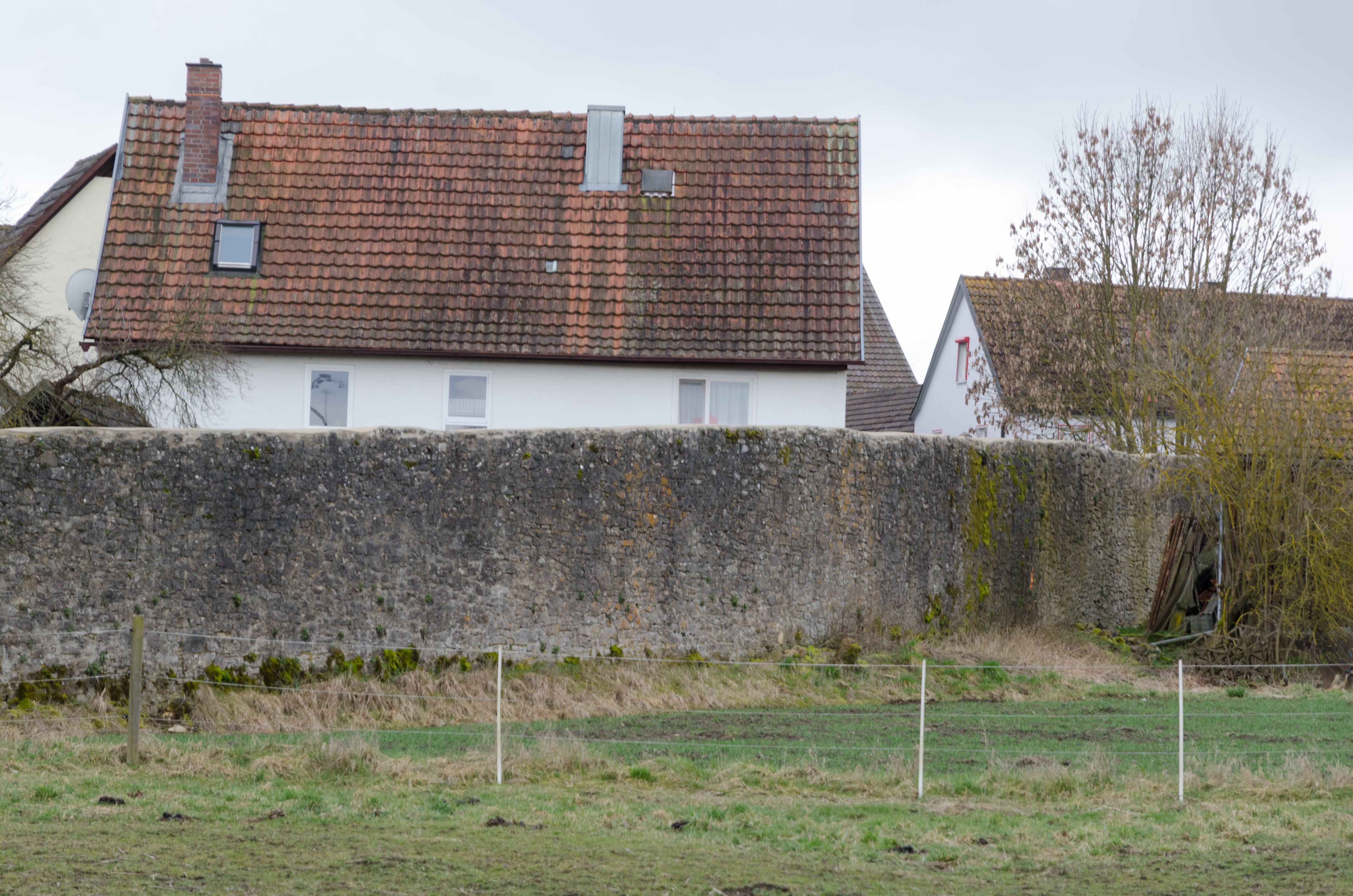
An der Dorfmauer, höchster erhaltener Mauerrest

## Baudenkmäler nach Gemeindeteilen

### Hendungen
| Lage                                                                             | Objekt                                       | Beschreibung | Akten-Nr.              | Bild           |
| -------------------------------------------------------------------------------- | -------------------------------------------- | --- | ---------------------- | -------------- |
| Am Auweg; Straße nach Mellrichstadt, neben Bildstock von 1641 (Standort)         | Pestkreuz                                    | Stein, 17. Jahrhundert | D-6-73-130-46 Wikidata | weitere Bilder |
| Am Friedhof (Standort)                                                           | Friedhofskapelle                             | Kriegergedächtniskapelle, kleiner barockisierender Massivbau mit Vorhalle auf Achteckpfeilern, im Tympanon Relief des auferstandenen Christus, im durch schmiedeeisernes Gitter abgeschranktender offene Kapellenraum Pietà, 1926 | D-6-73-130-2 Wikidata  | weitere Bilder |
| Am Friedhof (Standort)                                                           | Friedhofskreuz                               | Sandstein, erste Hälfte 19. Jahrhundert | D-6-73-130-2 Wikidata  | weitere Bilder |
| Am Kirchplatz (Standort)                                                         | Kriegerdenkmal                               | Brunnenanlage mit Treppenaufgang in Kunststein, mit Immaculata-Figur in Sandstein, um 1920 | D-6-73-130-8 Wikidata  | weitere Bilder |
| Am Kirchplatz 1 (Standort)                                                       | Wohnhaus                                     | Zweigeschossiges Satteldachhaus, massives Erdgeschoss, Obergeschoss und Giebelfront in freiliegendem Fachwerk, 17./18. Jahrhundert | D-6-73-130-3 Wikidata  | weitere Bilder |
| Am Kirchplatz 2 (Standort)                                                       | Pfarrhaus                                    | Zweigeschossiger Massivbau mit Walmdach, 1746 | D-6-73-130-4 Wikidata  | weitere Bilder |
| Am Kirchplatz 2 (Standort)                                                       | Garteneinfriedung                            | Um 1900 | D-6-73-130-4 Wikidata  | weitere Bilder |
| Am Kirchplatz 3 (Standort)                                                       | Altes Rathaus                                | Zweigeschossiger traufständiger Halbwalmdachbau mit schlichter Putzbau mit Sandsteingewänden, erste Hälfte 19. Jahrhundert | D-6-73-130-5 Wikidata  | weitere Bilder |
| Am Kirchplatz 4 (Standort)                                                       | Katholische Pfarrkirche St. Alban            | Langgestreckter Saalbau mit Querhaus, Turm mittelalterlich und 1599–1607, im Kern nachgotisches Langhaus von 1616/17, Erweiterung um neubarockes Querhaus 1912–1914 (nach Plänen von Hofmann) unter Verwendung eines nachgotischen Portals (bezeichnet „1617“), Sakristeianbau am Turm (heute Anbetungskapelle) bezeichnet „1773“; mit Ausstattung | D-6-73-130-6 Wikidata  | weitere Bilder |
| Am Kirchplatz 5 (Standort)                                                       | Reste der Kirchgadenmauer östlich der Kirche | | D-6-73-130-6 Wikidata  | weitere Bilder |
| Am Kirchplatz 5 (Standort)                                                       | Ehemalige Schule                             | Schmaler traufständiger Halbwalmdachbau, zweigeschossiger Putzbau mit Sandsteingewänden, in stilistisch dem Rathaus angeglichenen Formen der ersten Hälfte des 19. Jahrhunderts, vermutlich mit älterem Kern von 1654 | D-6-73-130-7 Wikidata  | weitere Bilder |
| Bachgasse 4, 6 (Standort)                                                        | Doppelhof                                    | Zweigeschossige Satteldachbauten mit massivem Erdgeschoss und Fachwerkobergeschoss, 18. Jahrhundert | D-6-73-130-68 Wikidata | weitere Bilder |
| Bachgasse, Hauptstraße 24 (Standort)                                             | Pforte                                       | Natursteinportal mit eigenwilligem aus Schulter- und Vorhangbogenformen entwickeltem Sturz, bezeichnet „1717“ | D-6-73-130-30 Wikidata | weitere Bilder |
| Bahrastraße 3 (Standort)                                                         | Bauernwohnhaus                               | Giebelständig, zweigeschossig, Fachwerk mit Backsteinausfachungen, Satteldach, 18. Jahrhundert | D-6-73-130-9 Wikidata  | weitere Bilder |
| Distrikt Lachenweg, südöstlich des Orts an der Stelle der „Bildeiche“ (Standort) | Wegkreuz                                     | Sandstein, am Kreuzfuß Reliefs der Evangelistensymbole, bezeichnet „1903“ | D-6-73-130-47 Wikidata | BW             |
| Dorfgrabenweg 6 (Standort)                                                       | Heiligenhäuschen                             | Satteldachhäuschen auf Steinsockel, Relief der Geburt Christi, 19. Jahrhundert | D-6-73-130-10 Wikidata | weitere Bilder |
| Feldscheuerweg (Standort)                                                        | Bogenbrücke                                  | Einjochig, aus Bruchquadern, 18. Jahrhundert | D-6-73-130-72 Wikidata | weitere Bilder |
| Fröschgasse 1 (Standort)                                                         | Wohnstallhaus                                | Zweigeschossig mit Satteldach, Fachwerkobergeschoss, verzierte Eckständer, 18. Jahrhundert | D-6-73-130-54 Wikidata | weitere Bilder |
| Fröschgasse 1 (Standort)                                                         | Zugehörige Fachwerkscheune                   | Um 1700 | D-6-73-130-54 Wikidata | weitere Bilder |
| Fröschgasse 4 (Standort)                                                         | Wohnstallhaus                                | Mit Fachwerkobergeschoss, Schiebeläden, klassizistischer Haustür, 18.–19. Jahrhundert | D-6-73-130-11 Wikidata | BW             |
| Hauptstraße 1 (Standort)                                                         | Bauernwohnhaus                               | Zweigeschossig, giebelständig, massives verputztes Erdgeschoss auf steinsichtigem hohem Keller, Fachwerkobergeschoss, Satteldach, 18. Jahrhundert | D-6-73-130-13 Wikidata | weitere Bilder |
| Hauptstraße 2 (Standort)                                                         | Bauernwohnhaus                               | Zweigeschossig, giebelständig mit Satteldach, Fachwerk verputzt, Eckstiel mit Vasen, 18. Jahrhundert | D-6-73-130-14 Wikidata | Bauernwohnhaus |
| Hauptstraße 3 (Standort)                                                         | Bauernwohnhaus                               | Zweigeschossig, giebelständig mit Satteldach, massives Erdgeschoss, Fachwerkobergeschoss, 1729/39 (dendrochronologisch datiert) | D-6-73-130-15 Wikidata | weitere Bilder |
| Hauptstraße 3 (Standort)                                                         | Pforte                                       | (erneuert und bezeichnet „1999“) mit Michaelsfigur | D-6-73-130-15 Wikidata | weitere Bilder |
| Hauptstraße 4 (Standort)                                                         | Bauernwohnhaus                               | Zweigeschossig, traufständig mit Satteldach, massives Erdgeschoss, Fachwerkobergeschoss, 18. Jahrhundert | D-6-73-130-16 Wikidata | weitere Bilder |
| Hauptstraße 5 (Standort)                                                         | Wohnstallhaus                                | Zweigeschossig, giebelständig, massives verputztes Erdgeschoss, Fachwerkobergeschoss, Satteldach, 1699 (dendrochronologisch datiert) | D-6-73-130-17 Wikidata | weitere Bilder |
| Hauptstraße 6 (Standort)                                                         | Bauernwohnhaus                               | Zweigeschossig, giebelständig, massives verputztes Erdgeschoss auf steinsichtigem hohem Keller, Fachwerkobergeschoss, Anfang 20. Jahrhundert | D-6-73-130-18 Wikidata | weitere Bilder |
| Hauptstraße 8 (Standort)                                                         | Bauernwohnhaus                               | Zweigeschossig, giebelständig, massives verputztes Erdgeschoss, Fachwerkobergeschoss, Satteldach, bezeichnet „1797“ | D-6-73-130-19 Wikidata | weitere Bilder |
| Hauptstraße 9 (Standort)                                                         | Bauernwohnhaus                               | Zweigeschossig, giebelständig, massives verputztes Erdgeschoss auf steinsichtigem hohem Keller, Fachwerkobergeschoss, Satteldach, Anfang 18. Jahrhundert | D-6-73-130-20 Wikidata | weitere Bilder |
| Hauptstraße 9 (Standort)                                                         | Hausmadonna                                  | 18. Jahrhundert | D-6-73-130-20 Wikidata | BW             |
| Hauptstraße 10 (Standort)                                                        | Bauernhaus                                   | Giebelständig, zweigeschossig, verputztes Fachwerk, 18. Jahrhundert | D-6-73-130-21 Wikidata | weitere Bilder |
| Hauptstraße 11 (Standort)                                                        | Ehemaliges Wohnstallhaus                     | Zweigeschossig, giebelständig, massives verputztes Erdgeschoss auf steinsichtigem hohem Keller, Fachwerkobergeschoss, Satteldach, 18. Jahrhundert | D-6-73-130-22 Wikidata | weitere Bilder |
| Hauptstraße 12 (Standort)                                                        | Wohnstallhaus                                | Giebelständig, zweigeschossig, mit Satteldach, massives Erdgeschoss, Fachwerkobergeschoss, bezeichnet „1689“ | D-6-73-130-55 Wikidata | weitere Bilder |
| Hauptstraße 13 (Standort)                                                        | Wohnstallhaus                                | Giebelständig, zweigeschossig mit Satteldach, verputzt, Obergeschoss und Giebel der Straßenfront in Zierfachwerk, 18. Jahrhundert | D-6-73-130-23 Wikidata | weitere Bilder |
| Hauptstraße 15 (Standort)                                                        | Wohnstallhaus                                | Giebelständig, zweigeschossig mit Satteldach, verputzt, Obergeschoss und Giebel der Straßenfront in Fachwerk, 18. Jahrhundert | D-6-73-130-24 Wikidata | weitere Bilder |
| Hauptstraße 17 (Standort)                                                        | Bauernwohnhaus                               | Giebelständig, zweigeschossig in Fachwerk, mit Satteldach, 1851 | D-6-73-130-25 Wikidata | weitere Bilder |
| Hauptstraße 17 (Standort)                                                        | Geschnitzte Haustür                          | | D-6-73-130-25 Wikidata | BW             |
| Hauptstraße 17 (Standort)                                                        | Hausmadonna                                  | | D-6-73-130-25 Wikidata | BW             |
| Hauptstraße 19 (Standort)                                                        | Bauernwohnhaus                               | Giebelständig, zweigeschossig mit Satteldach, massiges Erdgeschoss, Fachwerkobergeschoss, 18. Jahrhundert | D-6-73-130-26 Wikidata | weitere Bilder |
| Hauptstraße 19 (Standort)                                                        | Hausmadonna                                  | | D-6-73-130-26 Wikidata | BW             |
| Hauptstraße 21 (Standort)                                                        | Bauernhaus                                   | Zweigeschossig, giebelständig, verputztes Fachwerkobergeschoss leicht vorkragend, Satteldach, 17./18. Jahrhundert | D-6-73-130-28 Wikidata | weitere Bilder |
| Hauptstraße 22, Bachgasse 2 (Standort)                                           | Bauernhaus                                   | Zweigeschossig, giebelständig, massives Erdgeschoss, Fachwerkobergeschoss und Halbwalmdach, Schiebeläden, Torpfeiler, im Dachwerk datiert „1723“ | D-6-73-130-27 Wikidata | weitere Bilder |
| Hauptstraße 23 (Standort)                                                        | Bauernhaus                                   | Mit Halbwalmdach, verputztes Fachwerkobergeschoss vorkragend, 18. Jahrhundert | D-6-73-130-29 Wikidata | weitere Bilder |
| Hauptstraße 25 (Standort)                                                        | Bauernwohnhaus                               | Giebelständig, zweigeschossig, massives Erdgeschoss, Fachwerkobergeschoss, Satteldach, 18. Jahrhundert | D-6-73-130-31 Wikidata | weitere Bilder |
| Hauptstraße 27 (Standort)                                                        | Bauernwohnhaus                               | Giebelständig, zweigeschossig, massives Erdgeschoss, Fachwerkobergeschoss, Satteldach, 1697/98 | D-6-73-130-32 Wikidata | weitere Bilder |
| Hauptstraße 30 (Standort)                                                        | Wohnstallhaus                                | Giebelständig, zweigeschossig, massives Erdgeschoss, Fachwerkobergeschoss, Halbwalmdach, zweite Hälfte 18. Jahrhundert | D-6-73-130-33 Wikidata | weitere Bilder |
| Hauptstraße 30 (Standort)                                                        | Pforte                                       | 1778 | D-6-73-130-33 Wikidata | weitere Bilder |
| Hauptstraße 31 (Standort)                                                        | Bauernhaus                                   | Zweigeschossiges traufseitiges Bauernhaus mit Satteldach, massives Erdgeschoss mit seitlicher Tordurchfahrt, Obergeschoss Fachwerk, um 1840 | D-6-73-130-56 Wikidata | weitere Bilder |
| Hauptstraße 31 (Standort)                                                        | Pietà                                        | 18. Jahrhundert | D-6-73-130-56 Wikidata | BW             |
| Hauptstraße 31 (Standort)                                                        | Nebengebäude                                 | Mitte 19. Jahrhundert | D-6-73-130-56 Wikidata | BW             |
| Hauptstraße 34 (Standort)                                                        | Bauernwohnhaus                               | Zweigeschossig, giebelständig, massives Erdgeschoss, Fachwerkobergeschoss, Halbwalmdach, bezeichnet „1801“ | D-6-73-130-34 Wikidata | weitere Bilder |
| Hauptstraße 34 (Standort)                                                        | Profilierte Sandsteinpforte                  | Mit einem erhaltenen Vasenaufsatz, Torpfeiler, ebenfalls in Sandstein, 1809 | D-6-73-130-34 Wikidata | weitere Bilder |
| Hauptstraße 38 (Standort)                                                        | Wohnstallhaus                                | Giebelständig, zweigeschossig, massives Erdgeschoss, Fachwerkobergeschoss, Satteldach, um 1700 | D-6-73-130-35 Wikidata | weitere Bilder |
| Hauptstraße 44 (Standort)                                                        | Bauernhaus                                   | Giebelständig, zweigeschossig, massives Erdgeschoss, Fachwerkobergeschoss mit geschnitzten Eckständern, wohl erste Hälfte 18. Jahrhundert | D-6-73-130-36 Wikidata | weitere Bilder |
| Hirtenbergstraße 7, 9 (Standort)                                                 | Heiligenhäuschen                             | Sandstein, spätbarock, mit Immaculatarelief, bezeichnet „1780“ | D-6-73-130-37 Wikidata | weitere Bilder |
| Hirtenbergstraße 9 (Standort)                                                    | Ehemalige Kinderbewahranstalt                | Zweigeschossiger Satteldachbau mit Fachwerkobergeschoss, eingeschossiger Saalflügel mit Walmdach, Fachwerk, Heimatstil, 1921 | D-6-73-130-57 Wikidata | weitere Bilder |
| Kirchbergstraße 19 (Standort)                                                    | Wegkreuz                                     | Sandstein, bezeichnet „1855“ | D-6-73-130-69 Wikidata | weitere Bilder |
| Prügelgasse 1 (Standort)                                                         | Bauernhaus                                   | Zweigeschossig, mit Satteldach, Obergeschoss Fachwerk, 1751 (dendrochronologisch datiert), backsteinsichtiges Erdgeschoss 1904 | D-6-73-130-67 Wikidata | weitere Bilder |
| Prügelgasse 4 (Standort)                                                         | Wohnstallhaus                                | Giebelständiger zweigeschossiger Fachwerkbau mit Satteldach, geschnitzte Eckständer, 1745 dendrochronologisch datiert, klassizistische Haustür (Untergeschoss 2013/14 erneuert) | D-6-73-130-38 Wikidata | weitere Bilder |
| Prügelgasse 6 (Standort)                                                         | Bauernhaus                                   | Giebelständig, zweigeschossig, Satteldach, massives Erdgeschoss, Fachwerkobergeschoss, 1745 dendrochronologisch datiert | D-6-73-130-39 Wikidata | weitere Bilder |
| Prügelgasse 8 (Standort)                                                         | Wohnhaus                                     | Zweigeschossiger giebelständiger Satteldachbau mit Fachwerkobergeschoss, bezeichnet „1849“ | D-6-73-130-87 Wikidata | weitere Bilder |
| Roter Berg (Standort)                                                            | Bildstock                                    | In Neurenaissanceformen, Reliefs von Kreuzigungsgruppe und Pietà, seitlich Engelsköpfe, 1876, laut Inschrift 1916 restauriert | D-6-73-130-51 Wikidata | BW             |
| Schmiedegasse 4 (Standort)                                                       | Geschnitzte Haustür                          | Erste Hälfte 19. Jahrhundert | D-6-73-130-41 Wikidata | BW             |
| Sondheimer Straße 28, Am Obern Dorf (Standort)                                   | Katholische Kapelle St. Petrus und Paulus    | Saalbau mit Satteldach, eingezogenes Altarhaus mit Haubendachreiter, 1701 unter Verwendung von Mauerteilen und Spolien aus dem spätmittelalterlichen Vorgängerbau | D-6-73-130-42 Wikidata | weitere Bilder |
| Sondheimer Straße 28, Am Obern Dorf (Standort)                                   | Kreuzschlepper                               | , bezeichnet „1769“ | D-6-73-130-42          | weitere Bilder |
| Staatsstraße 2275, Straße nach Mellrichstadt (Standort)                          | Bildstock                                    | Mit Kreuzigungsgruppe und Pietà, 1641 | D-6-73-130-45 Wikidata | weitere Bilder |
| Wehnergasse 1 (Standort)                                                         | Bauernwohnhaus                               | Giebelständig, zweigeschossig, Fachwerk verputzt, mit Satteldach, 18. Jahrhundert | D-6-73-130-58 Wikidata | weitere Bilder |
| Wehnergasse 4 (Standort)                                                         | Wohnstallhaus                                | Giebelständig, zweigeschossig mit Satteldach, massives Erdgeschoss, Fachwerkobergeschoss, 1726/27 (dendrochronologisch datiert) | D-6-73-130-43 Wikidata | weitere Bilder |
| Wirtsgasse 2 (Standort)                                                          | Gasthaus bzw. Metzgerei                      | Giebelständiger zweigeschossiger Satteldachbau, Erdgeschoss massiv, Obergeschoss Fachwerk verputzt, Giebel- und Obergeschosswand zur Straße mit freiliegendem Zierfachwerk, im Obergeschoss große Bohlenstube, 1567 (dendrochronologisch datiert)                                                                                                  | D-6-73-130-44 Wikidata | weitere Bilder |

### Rappershausen
| Lage                                 | Objekt                                                   | Beschreibung | Akten-Nr.              | Bild           |
| ------------------------------------ | -------------------------------------------------------- | --- | ---------------------- | -------------- |
| Brauhausweg 8, 9 ()                  | Ehemaliger Brauereigasthof                               | eingeschossiger, gegen den Hang errichteter Frackdachbau mit abgewalmtem Dach auf souterraninartiger, weit verzweigten Kelleranlage, verputztes Fachwerk, östlicher Gebäudeteil z. T. versteinert, spätes 17. Jahrhundert, am Kellereingang bez. (16)96 | D-6-73-130-88          |                |
| Dorfplatz 6 (Standort)               | Ehemaliges Gemeindehaus                                  | Zweigeschossiger Satteldachbau, Fachwerk, 1672 und 1697 | D-6-73-130-49 Wikidata | weitere Bilder |
| Dorfplatz 8 (Standort)               | Bauernhaus                                               | Zweigeschossiger Fachwerkbau, verputzt, vorkragender Giebel, 17. Jahrhundert, Querbau, erste Hälfte 19. Jahrhundert | D-6-73-130-64 Wikidata | weitere Bilder |
| Dorfplatz 10 (Standort)              | Bauernhaus                                               | Zweigeschossiger giebelständiger Fachwerkbau, verputzt, Obergeschosslaube, 17. Jahrhundert, Erdgeschoss um 1900 | D-6-73-130-65 Wikidata | weitere Bilder |
| Dorfplatz 17 (Standort)              | Bauernhaus                                               | Zweigeschossig, Fachwerk mit Satteldach, vorkragende Obergeschosse, Obergeschosslaube, 17. Jahrhundert, Giebelfenster um 1880 | D-6-73-130-66 Wikidata | weitere Bilder |
| Friedhofstraße 9 (Standort)          | Grabmal des Botanikers Gottfried von Segnitz (1827–1905) | 1905 | D-6-73-130-61 Wikidata | weitere Bilder |
| Kirchgasse 3 (Standort)              | Bauernwohnhaus                                           | Zweigeschossig mit Satteldach, fachwerksichtig, 1674/75 (dendrochronologisch datiert) | D-6-73-130-60 Wikidata | weitere Bilder |
| Kirchgasse 17 (Standort)             | Evangelisch-lutherische Kirche                           | Chorturmkirche, Turmuntergeschoss mittelalterlich, verschieferter Turmabschluss mit gedrückter Haube und Spitze, Langhaus mit Satteldach 1613, Fenster 1741 vergrößert; mit Ausstattung                                                                 | D-6-73-130-50 Wikidata | weitere Bilder |
| Mellrichstädter Straße 24 (Standort) | Wohnstallhaus                                            | Giebelständig, zweigeschossig, Fachwerkbau mit Satteldach und Obergeschosslaube, 17. Jahrhundert | D-6-73-130-63 Wikidata | weitere Bilder |
| Schützenstraße 7 (Standort)          | Kommunbrauhaus                                           | Eingeschossiger Fachwerkbau (in weiten Teilen in Backstein erneuert) mit Satteldach, um 1800 | D-6-73-130-62 Wikidata | weitere Bilder |

## Ehemalige Baudenkmäler
In diesem Abschnitt sind Objekte aufgeführt, die früher einmal in der Denkmalliste eingetragen waren, jetzt aber nicht mehr. Objekte, die in anderem Zusammenhang – also z. B. als Teil eines Baudenkmals – weiter eingetragen sind, sollen hier nicht aufgeführt werden. Aktennummern in diesem Abschnitt sind ehemalige, jetzt nicht mehr gültige Aktennummern.

| Lage                                    | Objekt                       | Beschreibung                                | Akten-Nr.              | Bild |
| --------------------------------------- | ---------------------------- | ------------------------------------------- | ---------------------- | ---- |
| Hendungen Raiffeisenstraße 8 (Standort) | Bild eines Heiligenhäuschens | 18./19. Jahrhundert, in einer Gebäudenische | D-6-73-130-48 Wikidata | BW   |

## Abgegangene Baudenkmäler
In diesem Abschnitt sind Objekte aufgeführt, die früher einmal in der Denkmalliste eingetragen waren, jetzt aber nicht mehr existieren, z. B. weil sie abgebrochen wurden. Aktennummern in diesem Abschnitt sind ehemalige, jetzt nicht mehr gültige Aktennummern.

| Lage                             | Objekt        | Beschreibung | Akten-Nr.              | Bild |
| -------------------------------- | ------------- | --- | ---------------------- | ---- |
| Hendungen Bachgasse 3 (Standort) | Wohnstallhaus | Zweigeschossig, giebelständig mit Satteldach, Putzbau, Fachwerkobergeschoss 18. Jahrhundert, Erdgeschoss um 1920 in Backstein erneuert | D-6-73-130-52 Wikidata | BW   |